# Malcolm McGowan
Malcolm McGowan (* 24. Oktober 1955 in London) ist ein ehemaliger britischer Ruderer. Er gewann 1980 mit dem britischen Achter die olympische Silbermedaille.

## Karriere
Bei den Olympischen Spielen 1980 in Moskau bestand der britische Achter aus Duncan McDougall, Allan Whitwell, Henry Clay, Chris Mahoney, Andrew Justice, John Pritchard, Malcolm McGowan, Richard Stanhope und Steuermann Colin Moynihan. Die Briten gewannen die Silbermedaille hinter dem Boot aus der DDR und vor dem Boot aus der UdSSR. 1981 bei den Weltmeisterschaften in München bildeten Mark Andrews, Chris Mahoney, Colin Seymour, John Bland, Andrew Justice, John Pritchard, Malcolm McGowan, Richard Stanhope und Colin Moynihan den britischen Achter. Es gewann das Boot aus der Sowjetunion vor den Briten und dem Boot aus den Vereinigten Staaten. 1982 in Luzern belegte McGowan mit dem britischen Achter den achten Platz. 1984 trat er bei den Olympischen Spielen in Los Angeles noch einmal mit dem Achter an und belegte den fünften Platz.
Der 1,88 m große Malcolm McGowan ruderte zunächst für den Thames Rowing Club in Putney und später für den Leander Club in Henley.